# Монтеваркі
Монтеваркі (італ. Montevarchi) — муніципалітет в Італії, у регіоні Тоскана,  провінція Ареццо.
Монтеваркі розташоване на відстані близько 200 км на північ від Рима, 39 км на південний схід від Флоренції, 25 км на захід від Ареццо.
Населення — 24 454 особи (2014).

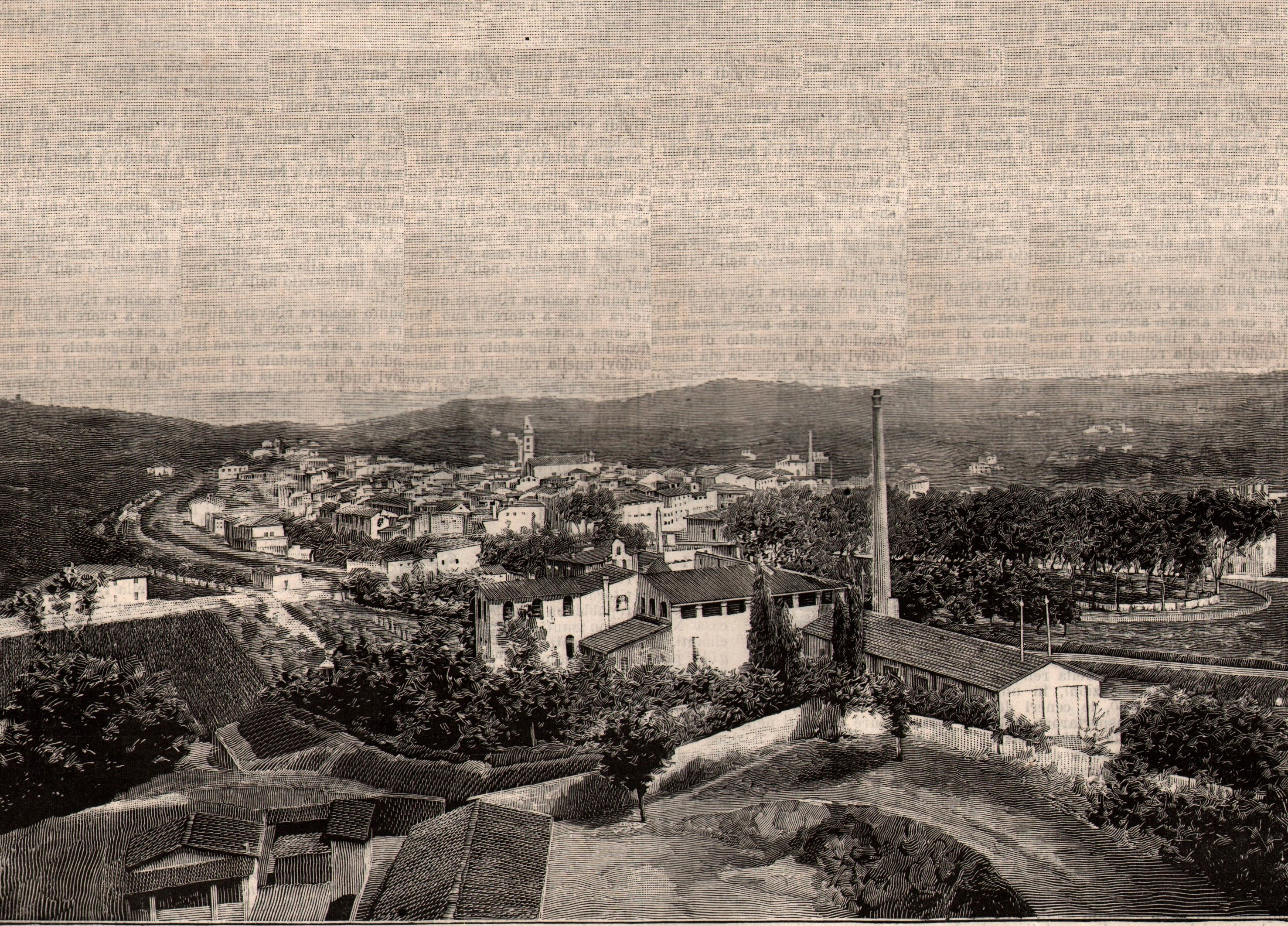

Щорічний фестиваль відбувається 10 серпня. Покровитель — святий мученик Лаврентій.

## Демографія
Населення за роками:

Станом на 1 січня 2023 року в муніципалітеті офіційно проживало 3759 іноземців з 83 країн, серед них 776 громадян країн Євросоюзу та 86 громадян України.

## Сусідні муніципалітети
- Бучине (муніципалітет)
- Каврилья
- Гайоле-ін-К'янті
- Перджине-Вальдарно
- Сан-Джованні-Вальдарно
- Террануова-Браччоліні